# Спасская улица (Киев)
Спа́сская у́лица (укр. Спаська вулиця) — улица в Подольском районе города Киева. Пролегает от Константиновской улицы до Набережно-Крещатицкой улицы. 
Примыкают Контрактовая площадь, улицы Межигорская, Волошская, Почайнинская и переулок Хорива.

## История
Улица известна под современным названием с XVIII века. Название улицы — от церкви Спаса Преображения (разрушена пожаром 1811 года), сооружённой в начале XVII века (находилась на месте здания № 31). Её настоятелем был известный религиозный, политический деятель и просветитель Иов Борецкий, который со временем стал Киевским митрополитом. После пожара на Подоле в 1811 году улицу полностью перепланировали. 
В 1928—1939 годах она имела название Комсомольская улица, в 1939—1992 годах — улица Героев Триполья (в честь участников Трипольской трагедии). Вместе с тем в конце 1940-х — в начале 1950-х годов использовалось и старое название.
В начале XX века существовала также Спасская улица на Демиевке.

## Памятники архитектуры
Около Спасской улицы, недалеко Почайнинской улицы в XVI веке была церковь Спаса Преображения. На месте её в усадьбе Гусева стоит часовенка; на плане Киева 1695 года эта церковь изображена с 3 апсидами и 5 куполами. В 1669 году она была заменена новой, которая сгорела в 1811 г. и больше не восстанавливалась. 
Спасская улица выходит к Днепру к тому месту, где долго был перевоз через Днепр и где при Владимире Мономахе был устроен первый киевский мост. В противоположном направлении на этой улице была расположена старая Воскресенская церковь. Не доходя до неё к востоку в XVII—XVIII веках находилось подворье Межигорского монастыря, с запорожской церковью св. Пантелеймона. Монашествующие в этом подворье были из запорожцев, у которых межигорский Спасский монастырь после Трахтемировского считался патрональным; запорожские монастыри подчинялись киевскому митрополиту, несмотря на то, что само Запорожье очень часто не признавало никакого политического подчинения, отлагаясь то к Москве, то к Крыму, то к Турции, то существуя самостоятельно. Поблизости здесь находился дом Иова Борецкого. На Спасской улице были сделаны также некоторые важные для истории Киева находки – греческая амфора (в музее академии) и византийские монеты времени Ив. Цимисхия (в усадьбе Иванишева), доказывающие, что Подол был обитаем в очень отдаленные времена и вел широкие сношения с разными странами.
- дом № 1/2 — жилой дом с магазинами (1836 г.). Возведён архитектором Л. Станзани в стиле классицизм. Один из так называемых «домов Балабух» — домов, которые принадлежали нескольким поколениям рода кондитеров Балабух, которые проживали в Киеве в XVIII-XX столетиях.
- дом № 6 — жилой доходный дом в стиле модерн (1910—1911 годы).
- дом № 8-А, 8-Б — жилые доходные дома в стиле неоренессанс (1901—1902 годы). Архитектор А.-Ф. Краусс.
- дом № 10-А — жилой дом в стиле классицизм (XIX век).
- дом № 22 — жилой дом в стиле неоренессанс (1877 год). Автор проекта — инженер К. Антонов.
- дом № 30 — бывшее здание так называемых Виттиевских бань (начало XX века).
- дом № 31, № 31-Б — усадьба с флигелем (конец XIX века).
- дом № 36 — бывшая мельница Кольбера (конец XIX — начало XX века).

### Особняк Апштейна

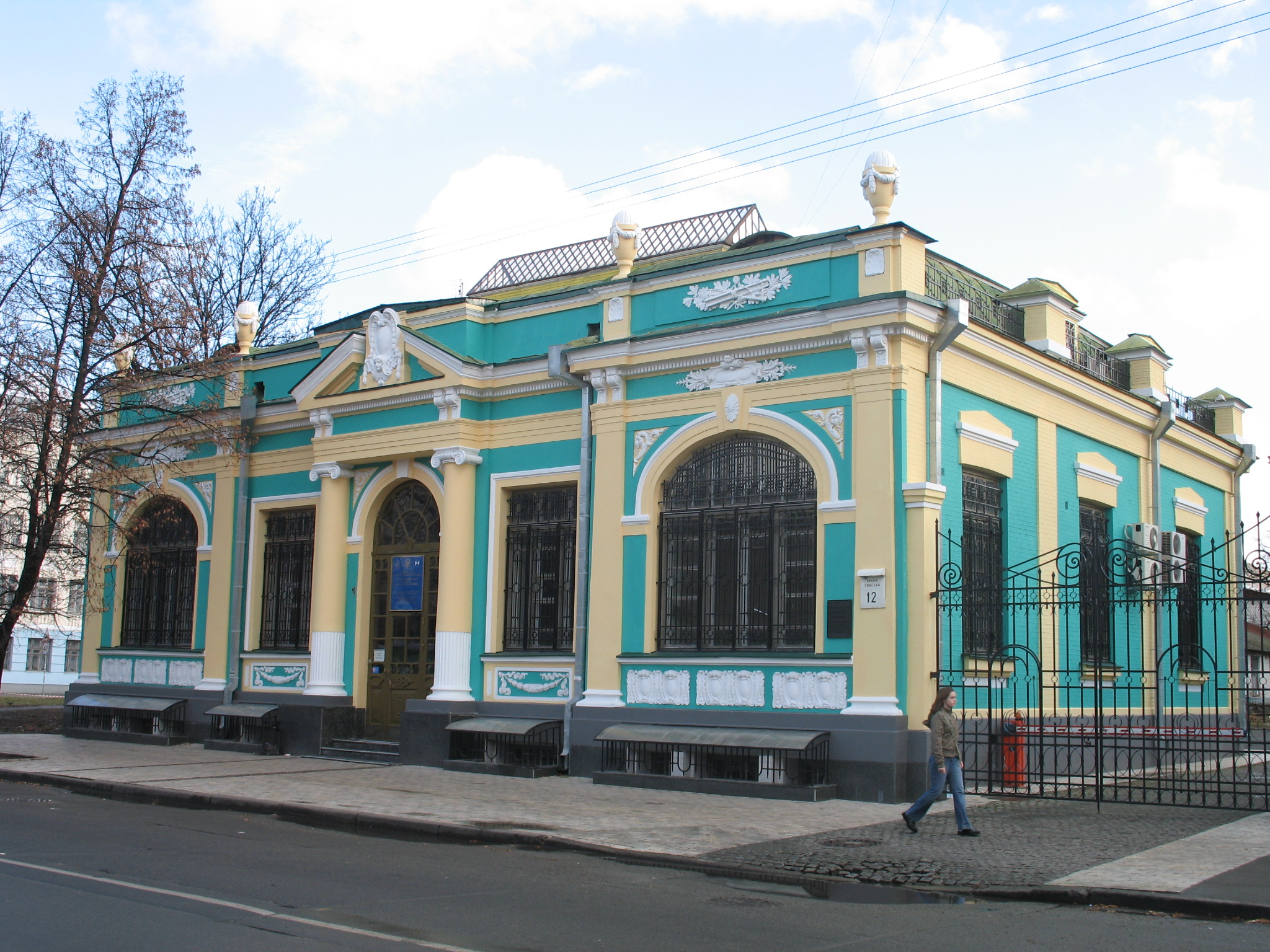
Особняк Апштейна

Здание № 12 принадлежал Киевскому купцу 1-й гильдии Тевье Моисеевичу Апштейну. Особняк возведён в 1912 году в стиле неоклассицизм. Симметричный фасад с высокими застеклёнными дверьми парадного входа в центре и с большими окнами по обе стороны декорирован в стиле неоампир, который стал распространённым в 1910-е годы. Портал парадных дверей оформлен парой колон с капителями ионического ордера, которые держат развитый антаблемент с разорванным фронтоном и большим лепным картушем. Парапет украшен изображениями металлопродукции — швеллера, зубчатого колеса, приводных цепей и т. д. — символом рода занятий собственника особняка. Автором проекта был архитектор В. Рыков. В одноэтажном особняке размещалась контора и правление акционерного общества «Т. М. Апштейн и сыновья для железо-технической торговли и лесопромышленности».

### Дом Мазепы

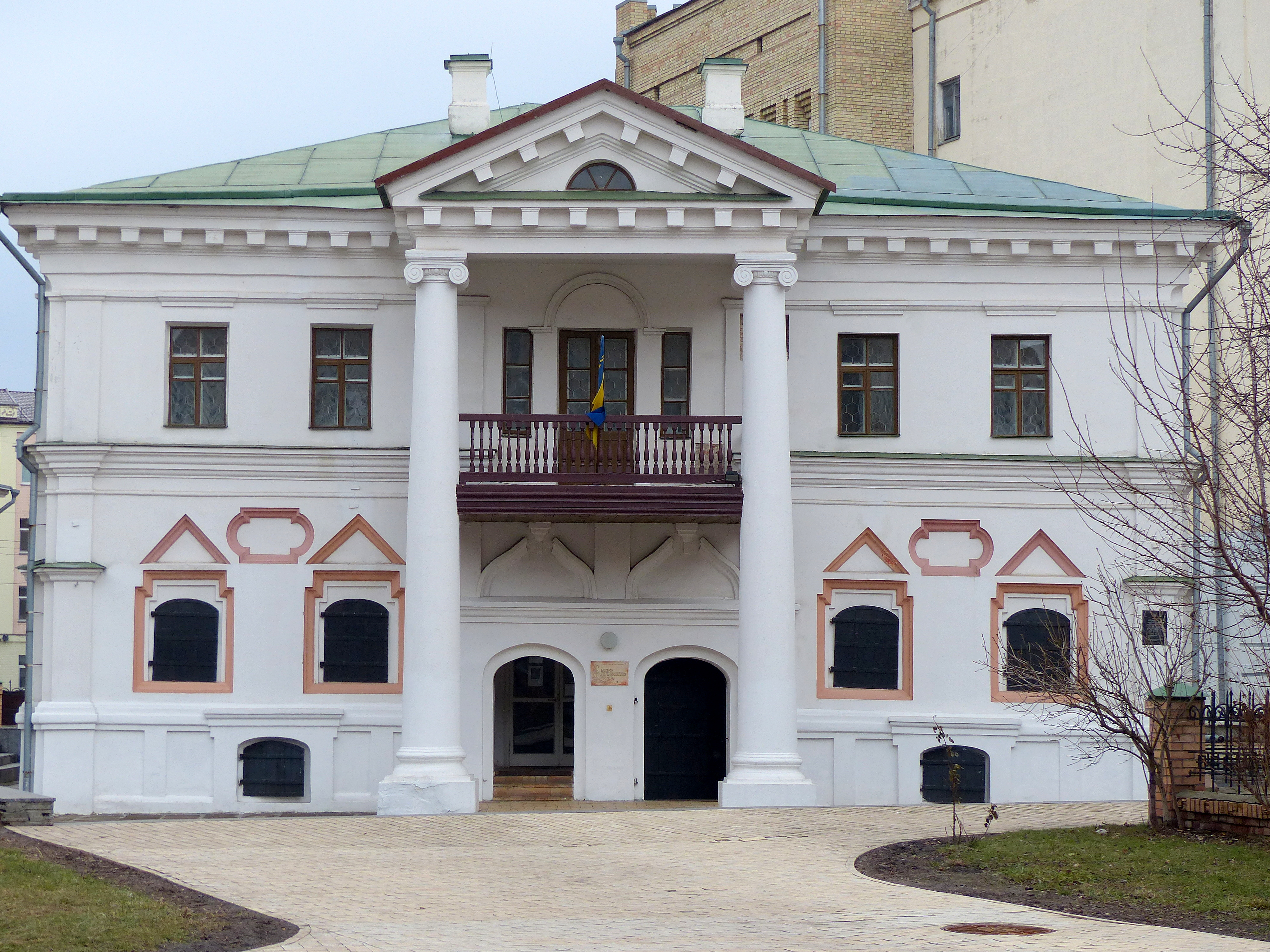
Дом Мазепы

Дом № 16-Б — одно из немногих зданий, которые уцелели после Подольского пожара 1811 года. Здание было возведено во второй половине XVIII века в стиле казацкого барокко. Пожар уничтожил крышу здания, и по проекту архитектора А. Меленского на её месте был возведен второй этаж. В настоящее время представляет собой двухэтажное кирпичное здание, почти квадратное в плане, украшенное двухколонным ионическим портиком, в объём которого открывается балкон второго этажа; окна первого яруса сохранили наличники XVIII века.
Название является условным, сюжет о проживании в доме гетмана Мазепы является, по-видимому, городской легендой.
В XVIII веке в доме проживали священники церкви Спаса С. Сич и его сын Я. Сич, в XIX веке — городской глава Григорий Покровский.

## Важные учреждения
- ЗАО «Киевмлин» (дом № 40-А)
- Общеобразовательная школа № 124 (дом № 16)
- Главное управление по охране культурного наследия города Киева (дом № 12)
- Музей гетманства (дом № 16-Б)

## Транспорт
- Станция метро «Контрактовая площадь»